# Mebibit
En Mebibit er en afledt enhed for information eller computerlager.
- 1 Mebibit = 220 bit = 1 048 576 bit

Kibibit << Mebibit << Gibibit
Enheden Mebibit er tæt relateret til Megabit = 106 bit.